# 超级木星

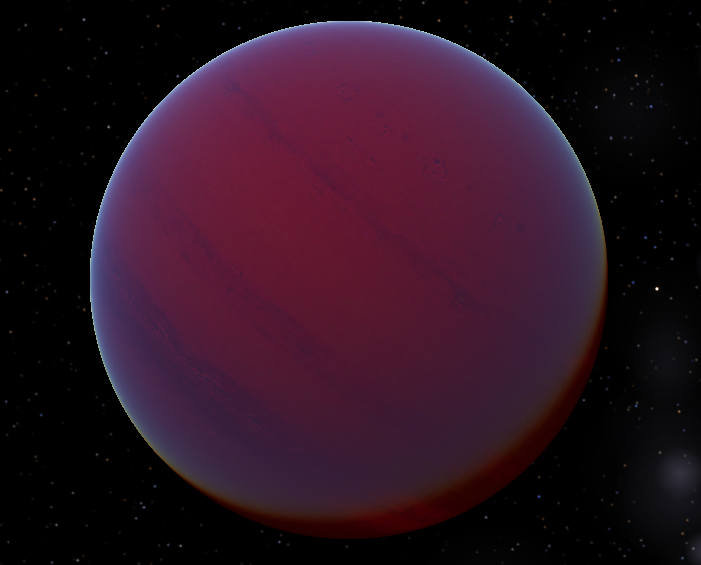
環繞恆星HD 29587的棕矮星HD 29587 B的想像圖，質量大約是木星的55倍。

超級木星（super-Jupiter）是指質量遠大於木星的次恆星天體，通常是指狀態處於行星與棕矮星分界上的次恆星伴星，例如仙女座恆星螣蛇廿一的伴星。

## 概要
直到2011年已發現180顆超級木星，部分是高溫行星。即使這些超級木星的質量都高於木星，但質量在80倍木星質量以下的超級木星其體積都大約與木星相同，代表超級木星的表面重力與密度隨著質量成比例上升。隨質量增加上升的重力會對行星壓縮，讓超級木星維持在一定體積 。相較之下，部分質量低於木星的系外氣體巨行星體積卻較木星大，即體積極大，但密度極低的「蓬鬆行星」。蓬鬆行星的一個例子HAT-P-1b的質量只有約木星的一半，但直徑卻是木星的1.38倍。

## 實例
柯洛3b是一顆體積為木星22倍的系外行星，而它的平均密度為26.4 g/cm3，高於標準狀態下密度最高的元素锇（22.6 g/cm3）。行星內部物質被極度壓縮使其密度極高，這是因為它可能主要由氫組成。而柯洛3b的表面重力也高達地球的50倍以上。
2012年發現的超級木星仙女座κb質量約為木星的13倍，與母恆星距離為海王星與太陽距離的1.8倍。

## 外部連結
- Brown dwarfs: Failed stars, super Jupiters (2008)